# تحليل الموقع
تحليل الموقع (بالإنجليزية: Site Analysis)‏ هي المَرحلة الأوليّة من عَمليات التّصميم المِعماري والحَضري، وتختص بدراسة الجانب المَناخي والجَغرافي والتاريخي والقانوني، بالإضافة إلى البُنى التحتية لموقع معين.
هذه العملية التحليلية تشكل بمجملها ملخصاً على شكل سكتشات رسومية، يحدد فيها كل ما يتعلق بالمعلومات البيئية المرتبطة بمورفولوجيا الموقع من حيث قطعة الأرض والطوبوغرافية وهيكلية البيئة. ثم يتم استخدام هذه العملية كنقطة انطلاق لتطوير الإستراتيجيات المتعلقة بالبيئة أثناء عملية التصميم التي ستأتي فيما بعد.
وُضعت مَجموعة من الأدوات الرسومية لتحليل الموقع وذلك لمساعدة المصممين في هذه العملية، ومن الأمثلة عليها أدوات التّحليل التَقليدية ذات الصلة بالمَناخ هي المزولة، ساحة الإشعاع، وردة الرياح.
هذه الأساليب التقليدية تحلل الموقع بكفاءة لكن تختص في مواقع بسيطة مع احتمالية حدوث بعض الإعاقات، فبدلاً من ذلك يمكن استخدام تقنيات، مثل «تحليل الموقع الحجمي»،  التي تمكن من دراسة المواقع الأكثر تعقيداً والتي تحتوي على إعاقات مثل البيئات الحَضرية العالية والكثيفة.

## العملية
كما وصفها إدوارد وايت «عملية تصميم الموقع تنقسم إلى ثلاثة أقسام؛ مرحلة البحث ومرحلة التحليل ومرحلة الفرضيات». وتنقسم هذه المراحل الثلاث إلى ثماني خطوات زمنية في عملية التصميم.
- المرحلة البحثية: الخطوة الأولى هي تحديد المشكلة وتعريفها، وهذا جزء من مرحلة البحث. تصميم الموقع وتخطيط الموقع مع المشاكل الأولية هي التي يتعين حلها، وهذا يتم بمخطط للعمل مع موقع معين.
- مرحلة التحليل: الخطوة الثانية تتضمن برمجة الموقع، فضلاً عن تحليل الموقع والمستخدم، الذي يركز على العمق أدناه. وهناك العديد من عناصر الموقع المتصلة بالتحليل خلال هذه المرحلة. وهذا جزء من مرحلة التحليل في تخطيط الموقع.
- مرحلة الفرضيات: من التحليل، وهي وضع برنامج، والخطوة الثالثة تتناول التصميم التخطيطي لمخطط الموقع، فضلاً عن تقدير تكلفة أولية للموقع.

الخطوة الرابعة تنطوي على المزيد من التصاميم المتقدمة وتقدير مفصل للتكاليف. وتتمثل الخطوة خمس وثائق للتشييد أو الخطة. أما العطاءات والتعاقد للمشروع يتبع الخطوة السادسة. ثم البناء كخطوة سابعة. الخطوة الأخيرة، الخطوة الثامنة في عملية تصميم الموقع هو الاحتلال وإدارة الموقع.

## العناصر
هناك العديد من العناصر المستخدمة في تحليل موقع معين. وتشمل على الموقع وما يحيط الموقع، وتقسيم المناطق، العناصر القانونية، الخصائص الفيزيائية الطبيعية، كذلك الميزات من صنع الإنسان، تداول، المرافق، الحسية والبشرية والثقافية، ومكونات المناخ. وتعتبر العناصر التالية عادة في معظم المواقع:
- المكان: يجب على المَوقع أن يكون مرتبطاً بالشوارع الرئيسيّة أو المعالم المَوجودة سابقا. حيث تساعد الصور الجوية في هذه المَرحلة على التقييم. وينبغي أن يكون هناك خرائط للمَسافات والوَقت المُستغرق من الأَماكن الرئيسية. وهذا بدوره يحدد إن كان يجب أن تستكمل القيادة بسيارتك أو المشي مَسافة مُباشرة.
- المُحتويات المُجاورة: يُمكن الحصول على هذه المَعلومات من وزارة التّخطيط البَلدي للموقع. حيث أن هذه المَرحلة تتطلب المُلاحظة المُباشرة. وتشمل النقوش المِعمارية، وإضاءة الشوارع، وحالة المباني القائمة. كذلك المُحيط المُباشر للموقع. وينبغي تحليل ردة فعل المباني المحيطة والناس يتحركون في الموقع. بالإضافة إلى تحليل مَعالم المَسارات (المُشاة، الدّراجات، المَركبات)، والعُقد القائمة. حيث أن العُقد هي أماكن التّجمع الرئيسيّة التي تُشجع الناس على زيارَتها والحِفاظ عليها، والانخراط في المجتمع.
- الحَجم والتّخطيط العُمراني: يمكن أن تقع حدود الموقع قبل التّحقق من الأبعاد فيزيائياً أو الاتصال بمَكتب الضّرائب. حيث تقسم التّصنيفات، إلى قيود الارتفاع، تَغطية الموقع المسموح به، والاستخدامات، واشتراطات مواقف السّيارات التي يتم الحُصول عليها من خارطة التّقسيم.
- حُدود البنية التحتية، والاجتماعية والسياسية.
- القانون: يشمل معلومات قانونية نَموذجية يمكن الحصول عليها من سَند المُلكية. ومن عقد صاحب شركة التأمين.و هي معلومات مثل وصف المُلكية، الملكية الحالية، موقع المَدينة أو المُقاطعة.
- السمات الطّبيعية: معظم هذه المَعلومات سوف تكون مُستمدة من السّمات الطبوغرافية في الموقع. خارطة الكنتورالتي يمكن الحصول عليها من مُهندس المَساحة. وينبغي مراعاة مشاكل الصّرف، فضلا عن الميزات الطبيعيّة الموجودة من الأشجار والغِطاء الأرضي، ونسيج الأرض وظروف التربة في الموقع.
- المشاهد من صُنع الإنسان: هي العناصر المَوجودة على الموقع مثل المَباني والجُدران، الأسوار، الباحات والساحات، وينبغي الإشارة إلى مأوى الحافلات. بالإضافة إلى الحصول على الوثائق المتعلقة بالأحياء التاريخية القائمة.
- المَسارات: كاستخدامات الشّوارع والطّرق والأزقة، الأرصفة والساحات. ليس بالضّرورة إجراء تحليل لهذه العناصر ولكن الأكثر تحليلاً ما يحدث في هذه المسارات.
- المَرافق: المرافق المُتعلقة بالموقع ويمكن الاطلاع من خلال الشركات في المنطقة المحلية.
- الحسي: الكثير من المَعلومات الحِسية التي يتم جمعها من خلال أول تجربة مباشرة. حيث يتم الحُصول على المَعلومات من رَسم وصور فوتوغرافية (الصورالجوية في بعض الأحيان). كما يجب أن يتم مراقبة مباشرة لمناطق الضوضاء والروائح الكريهة والدخان والملوثات.
- الإنسان والثقافة: ويمكن الحُصول على هذه المَعلومات من خلال إحصائيات تعداد السّكان في الحي. وتتوفر معلومات بشأن هذه الإحصاءات يمكن الحصول عليها من وِكالة التّخطيط البَلدي المَحلي. تتضمن أيضا الأنشطة بين الناس في الموقع وعلاقاتهم بِهذه الأنشطة.
- المَناخ: ويمكن الحُصول على هذه المَعلومات من خلال خِدمة الطّقس المحلي. ويجب النظر في شروط كهطول الأمطار وتساقط الثلوج والرّطوبة ودرجة الحرارة على مدى الأشهر وتحليلها. كذلك من المهم مُلاحظة الشّمس -المسار وزوايا الشمس العمودية- طوال سنة بأكملها.

## قراءات إضافية
- Alan Gilpin (1972). Environmental Planning: a Condensed Encyclopedia. Park Ridge, New Jersey: Noyes Publications, 1972. 271.
- James A. LaGro Jr. (2008) "Site Analysis: A Contextual Approach to Sustainable Land Planning and Site Design", 2nd ed. Hoboken, New Jersey: John Wiley & Sons, 2008. 1-371.
- Steven B. McBride (2006). "Site Planning and Design" The Web Book of Regional Science.
- Paul D. Spreiregen and Beatriz De Paz (2005). Pre-Design. Chicago, IL: Kaplan AEC Architecture, 2005. 1-382.